# Kirk Lightsey
Kirk Lightsey, né le 15 février 1937 à Détroit, États-Unis est un pianiste américain de jazz.

## Biographie
Lightsey a suivi des cours de piano dès l'âge de cinq ans et a étudié le piano et la clarinette jusqu'au lycée. Après avoir servi dans l'armée, Lightsey a travaillé à Détroit et en Californie dans les années 1960 comme accompagnateur de chanteurs. Il a également travaillé avec des musiciens de jazz tels que Yusef Lateef, Betty Carter, Pharoah Sanders, Bobby Hutcherson, Sonny Stitt, Chet Baker et Kenny Burrell. 
De 1979 à 1983, il a tourné avec Dexter Gordon et a été membre de The Leaders à la fin des années 1980. Au cours des années 1980, il a dirigé plusieurs sessions personnelles, notamment des duos avec le pianiste Harold Danko.
Il est également un flûtiste accompli et joue occasionnellement de la flûte lors de concerts. Il vit à Paris depuis 2000.

## Discographie

### Comme leader
- Lightsey 1 (Sunnyside Records, 1982)
- Lightsey 2 (Sunnyside, 1982)
- Isotope (Criss Cross Jazz, 1983)
- Shorter by Two (Criss Cross, 1983)
- Everything Happens to Me (Timeless Records, 1983)
- Lightsey Live (Sunnyside, 1985)
- First Affairs (Limetree Records, 1986)
- Everything Is Changed (Sunnyside, 1986)
- Kirk 'n' Marcus (Criss Cross, 1986)
- From Kirk to Nat (Criss Cross, 1990)
- Goodbye Mr. Evans (Evidence Records, 1994)
- The Nights of Bradley's (Sunnyside, 2004)
- Estate (Itinera Records, 2007)
- Everybody’s Song But Our Own (33 Records, 2008) avec Louise Gibbs
- Lightsey To Gladden (Criss Cross Jazz, 2008)
- Le Corbu (Unit Records, 2015) avec Tibor Elekes, Don Moye
- Some Place Called Where (Losen Records, 2017) avec Marilena Paradisi
- Coltrane Revisited (SteepleChase LookOut ,2021)

### Comme sideman
Avec Chet Baker
- Smokin' with the Chet Baker Quintet (Prestige, 1965)
- Groovin' with the Chet Baker Quintet (Prestige, 1965)
- Comin' On with the Chet Baker Quintet (Prestige, 1965)
- Cool Burnin' with the Chet Baker Quintet (Prestige, 1965)
- Boppin' with the Chet Baker Quintet (Prestige, 1965)

Avec Kenny Burrell
- Sky Street (Fantasy, 1975)

Avec Agostino Di Giorgio
- The Path (Fonò, 2001)

Avec Ricky Ford
- Shorter Ideas (Muse, 1984)
- Looking Ahead (Muse, 1986)
- Saxotic Stomp (Muse, 1987)

Avec Sonny Fortune
- Four in One (Blue Note, 1994)

Avec Dexter Gordon
- American Classic (Elektra Musician, 1982)

Avec Clifford Jordan
- Two Tenor Winner (Criss Cross, 1984)

Avec Louis Hayes
- The Super Quartet (Timeless, 1994)

Avec Blue Mitchell & Harold Land
- Mapenzi (Concord, 1977)

Avec David "Fathead" Newman
- Heads Up (Atlantic, 1987)
- Fire! Live at the Village Vanguard (Atlantic, 1989)

Avec David Murray
- Black & Black (Red Baron, 1991)

Avec The Leaders
- Mudfoot (Black Hawk, 1986)
- Out Here Like This (Black Saint, 1987)
- Unforeseen Blessings (Black Saint, 1988)
- Heaven Dance (Sunnyside, 1988)
- Slipping and Sliding (Sound Hills, 1994)

Avec Jimmy Raney
- The Master (Criss Cross, 1983)

Avec Rufus Reid
- Perpetual Stroll (Theresa, 1980)

Avec Roots
- Saying Something  (1995)
- For Bird & Diz (In+Out, 1996)

Avec Saheb Sarbib
- It Couldn't Happen Without You (Soul Note)

Avec Woody Shaw
- Imagination (Muse, 1987)

Avec Sonny Stitt
- Pow! (Prestige, 1965)

Avec Rudolph Johnson
- The Second Coming (Black Jazz Records, 1973)